# 영국 육군 의전서열
영국 육군의 각 부대들은 의전서열(order of precedence)이 있다. 열병식 같은 행사가 있을 때 이 의전서열 순서대로 행진, 정렬한다. 오른쪽에서부터 왼쪽으로 정렬하며, 가장 오른쪽에 서는 부대의 격이 가장 높다. 일반적으로 왕실기병대가 가장 오른쪽에 선다. 예비군 부대들은 기본적으로 모두 정규군 부대들보다 의전서열이 낮으며, 다만 명예포병중대와 왕립 몬머스셔 왕립공병대는 예외적으로 정규군 서열 말석에 배치된다.

## 의전서열
- 정규군 (제1위-제25위)
  1. 왕실기병대(HCav)
    - 경호근위대(LG)
    - 왕립기마근위대-제1용기병대(RHG/D)

  2. 왕립기마포병대(RHA)
  3. 왕립기갑군단(RAC)
    - 제1왕비근위용기병대(QDG)
    - 왕립 스코트인 근위용기병대(SCOTS DG)
    - 왕립근위용기병대(RDG)
    - 왕비왕립검기병대(QRH)
    - 왕립창기병대(RL)
    - 경용기병대(LD)
    - 국왕왕립검기병대(KRH)
    - 왕립전차연대(RTR)

  4. 왕립포병대(RA)
  5. 왕립공병대(RE)
  6. 왕립통신군단(RCS)
  7. 보병대
    - 보병근위대(FG)
      - 근위척탄병대
      - 콜드스트림 근위대
      - 스코트인 근위대
      - 아일랜드인 근위대
      - 웨일스인 근위대

    - 전열보병대(LI)
      - 왕립 스코틀랜드 연대
      - 왕세자비왕립연대
      - 랭커스터 공작연대
      - 왕립수발총병연대
      - 왕립 앵글인 연대
      - 왕립 요크셔 연대
      - 왕립 머시아 연대
      - 왕립 웨일스대
      - 왕립 아일랜드 연대
      - 낙하산연대

    - 소총병대
      - 왕립 구르카 소총병대
      - 소총병대

  8. 공수특전단(SAS)
  9. 육군항공군단(AAC)
  10. 특수수색연대(SRR)
  11. 왕립육군군목부
  12. 왕립병참군단(RLC)
  13. 왕립육군의무군단(RAMC)
  14. 왕립전자기계공병군단(REME)
  15. 부관감군단(AGC)
  16. 왕립육군수의군단(RAVC)
  17. 소화기교육군단
  18. 왕립육군치과군단(RADC)
  19. 정보군단(IC)
  20. 왕립육군체육군단
  21. 일반사무군단(GSC)
  22. 알렉산드라 왕대비 왕립육군간호군단(RANC)
  23. 육군음악군단(CAM)
  24. 왕립 몬머스셔 왕립공병대 (예비군)
  25. 명예포병중대(HAC) (예비군)

26. 나머지 육군예비역 부대들 (다 합쳐서 제26위)
- 왕립기갑군단 예비군
  - 왕립 요먼대(RY)
  - 왕립 웨식스 요먼대(RWxY)
  - 여왕소유 요먼대(QOY)
  - 스코틀랜드 북아일랜드 요먼대(SNIY)

- 왕립포병대 예비군
- 왕립공병대 예비군
- 왕립통신군단 예비군
- 보병대 예비군
  - 제52로랜드 의용병대
  - 제51하일랜드 의용병대
  - 왕세자비왕립연대 제3대대
  - 런던 연대
  - 랭커스터 공작연대 제4대대
  - 왕립수발총병연대 제5대대
  - 왕립 앵글인 연대 제3대대
  - 요크셔 연대 제4대대
  - 머시아 연대 제4대대
  - 왕립 웨일스대 제3대대
  - 왕립 아일랜드 연대 제2대대
  - 낙하산연대 제4대대
  - 소총병대 제6대대
  - 소총병대 제7대대

- SAS 예비군
  - 제21연대(21 SAS(R))
  - 제23연대(23 SAS(R))

- 육군항공군단 예비군
- 왕립병참군단 예비군
- 왕립의무군단 예비군
- 왕립전자기계공병대 예비군
- 부관감군단 예비군
- 정보군단 예비군

- 식민지군 (제27위-제28위)
  1. 왕립 지브롤터 연대(RGR)
  2. 왕립 버뮤다 연대(RBR)